# Oostzanerwerf
Oostzanerwerf is een wijk in stadsdeel Amsterdam-Noord, in de Nederlandse provincie Noord-Holland. Voorheen was Oostzanerwerf de buurtschap Oostzaner Overtoom in de gemeente Oostzaan.
Oostzanerwerf grenst (met de klok mee) aan Kadoelen, Tuindorp Oostzaan,de gemeente Zaanstad en de gemeente Oostzaan. De buurt is gelegen vlak bij natuurgebied Het Twiske.
De wijk bestaat uit de Kermisbuurt, de Walvisbuurt, de Molenwijk en Twiske-west. Het gebied waar nu Oostzanerwerf is op te splitsen in twee historische gebieden: Ten noorden van de Oostzanerdijk en ten westen van de rivier Twiske behoorde tot 1966 tot de gemeente Oostzaan; ten zuiden van de Oostzanerdijk was water ('t IJ), is sinds 1872 ingepolderd en door Amsterdam geannexeerd in 1921.

## Geschiedenis
In de middeleeuwen lag Oostzanerwerf direct aan het IJ. Op de dijk was een overtoom, waar binnenvaartschepen over de dijk werden gezet: de Oostzaner Overtoom. Daarbij was een haven van waaruit sinds de 16de eeuw koopvaart vooral naar de Oostzee plaatsvond. In de 17e en 18e eeuw is hier ook walvisvaart geweest. Het was toen de vijfde haven van Holland, gemeten naar aantal schepen dat op walvisvaart ging. Aan het zuidelijk deel van het Twiske stonden tien tot twaalf traankokerijen. Hier werd walvisspek gekookt tot lampolie. Ook werden de baleinen van walvissen hier verwerkt. Voorts waren er scheepswerven en een zeilmakerij.
In 1872 is in het kader van de aanleg van het Noordzeekanaal de Noorder IJpolder drooggemaakt. De haven en het scheepswerf van Oostzanerwerf bleven toegang tot het IJ houden via Zijkanaal I. De overtoom is gesloopt in 1946.
In de Noorder IJpolder is Tuindorp Oostzaan gebouwd nadat dit gebied in 1921 is geannexeerd door de gemeente Amsterdam. Oostzanerwerf is in 1966 geannexeerd door de gemeente Amsterdam in verband met de aanleg van de ringweg om Amsterdam (A10).
 Abberdaan · Admiralenbuurt · Amstel III · Amsteldorp · Amstelkwartier · Andreas Ensemble · Apollobuurt · ArenAPoort · Bajeskwartier · Banne Buiksloot · Bedrijventerrein Sloterdijk · Bellamybuurt · Betondorp · Bijlmer · Binnenstad · Bloemenbuurt · Borgerbuurt · Borneo · Bos en Lommer · Buiksloot · Buiksloterham · Buikslotermeer · Buiteneiland · Buitenveldert · Bullewijk · Burgwallen Oude Zijde · Burgwallen Nieuwe Zijde · Centrum Amsterdam Noord · Centrumeiland · Chassébuurt · Chinatown · Cremerbuurt (Amsterdam) · Cruquius · Czaar Peterbuurt · Da Costabuurt · Dapperbuurt · De Aker · De Baarsjes · De Bongerd · De Eendracht · De Heining · De Krommert · De 9 Straatjes · De Omval · De Pijp · Diamantbuurt · Driemond · Disteldorp · Dubbele Buurt · Duivelseiland · Duvelshoek · Elzenhagen · Erasmusparkbuurt · Floradorp · Frederik Hendrikbuurt · Funenpark · Gaasperdam · Gein · Geuzenveld · Gibraltarbuurt · Gouden Reael · Gulden Winckelbuurt · Grachtengordel · Haarlemmerbuurt · Hallenkwartier · Haven-Stad · Haveneiland · Havenstraatterrein · Helmersbuurt · Het Funen · Holendrecht · Hoofddorppleinbuurt · Houthaven · IJ-oevers · IJburg · IJdock · IJplein · Indische Buurt · Jan Maijenbuurt · Java-eiland · Jeruzalem · Jeugdland ·Jodenbuurt · Jordaan · Julianapark · Kadijken · Kadoelen · Kattenburg · Kinkerbuurt · KNSM-eiland · Kolenkitbuurt · Kop van Jut · Van der Kunbuurt · Laan van Spartaan · Landlust · Landstrekenbuurt · Lastage · Leidsebuurt · Lutkemeer · Marathonbuurt · Marineterrein · Marken · Marktkwartier · Medisch Centrum Slotervaart · Mercatorbuurt · Middelveldsche Akerpolder · Molenwijk · Museumkwartier · Nellestein · Nieuw Sloten · Amsterdam Nieuw-West · Nieuwe Pijp · Nieuwendam · Nieuwendammerdijk en Buiksloterdijk · Nieuwendammerham · Nieuwezijde · Nieuwmarkt · Noorderhof · Noordoever Sloterplas · Noordse Bos · Olympisch Kwartier · Omval · Ookmeer · Oostelijk Havengebied · Oostelijke Eilanden · Oostelijke Handelskade · Oostenburg · Oosterdokseiland · Oosterparkbuurt · Oostoever Sloterplas · Oostpoort · Oostzanerwerf · Osdorp · Oud Osdorp · Oud-Oost · Oud-West · Oud-Zuid · Oude Pijp · Oudezijde · Overamstel · Overhoeks · Overtoombuurt · Overtoomse Buurt · Overtoomse Veld · Park Haagseweg · Park de Meer · Plan van Gool · Plan West · Plan Zuid · Planciusbuurt · Plantagebuurt · Postjesbuurt · Prinses Irenebuurt · Rapenburg · Reigersbos · Riekerpolder · Rieteilanden · Rietlanden · Rivierenbuurt · Robert Scottbuurt · Roeterseiland · Ruigoord · Schinkel (bedrijventerrein) · Schinkelbuurt · Science Park · Sloten · Sloterdijk · Sloterdijk-Centrum · Slotermeer · Slotervaart · Sluisbuurt · Spaarndammerbuurt · Spieringhorn · Sporenburg · Sportheldenbuurt · Staatsliedenbuurt · Stadionbuurt · Steigereiland · Strandeiland · Teleport · Transvaalbuurt · Trompbuurt · Tuindorp Buiksloot · Tuindorp Buiksloterham · Tuindorp Nieuwendam · Tuindorp Oostzaan · Tuttifruttidorp · Van Tijenbuurt · Uilenburg · Universiteitskwartier · Valkenburg · Van der Kunbuurt · Van der Pekbuurt · Van Lennepbuurt · Venserpolder · Vlooienburg · Vogelbuurt · Vogeldorp · Vogeltjeswei · Volewijck · Vondelparkbuurt · Vrije Geer · Waalseiland · Watergraafsmeer · Waterlandpleinbuurt · Waterwijk · Weesp · Weesperbuurt · Weespertrekvaartbuurt · Weesperzijde · Westelijke Eilanden · Westelijke Tuinsteden · Westerdokseiland · Westerpark · Westpoort · Willemspark · Wittenburg · Zeeburg · Zeeburgereiland · Zeeheldenbuurt · Zuidas · Zuideramstel